# José Torregrosa
Pour les articles homonymes, voir Torregrosa.
José Tomas Torregrosa Torregrosa (appelé couramment José Torregrosa), né le 21 décembre 1904 à Alicante et mort le 6 septembre 1986 à Alicante, est un footballeur espagnol qui joua au poste de défenseur du début des années 1920 au début des années 1940.
Il est joueur de la sélection levantine de l’année 1923.

## Biographie

### Carrière sportive
José Torregrosa Torregrosa est né à Alicante le 21 décembre 1904. Il est le fils de José Torregrosa Barbera et de Manuela Torregrosa Carboneu. Son père étant maçon, il a du commencer très tôt à travailler avec lui l’obligeant à étudier aux cours du soir du collège Salésien (colegio de los Salesianos). À quinze ans il commence à jouer en tant qu'ailier droit au Sporting, l'équipe d'étudiants du collège salésien. En 1920, il intègre l’équipe de Hércules Alicante, qui était l'un des nombreux clubs qui existaient dans l'ombre des Natación de Alicante, l'équipe de la ville. À une occasion, il se voit forcer de remplacer son compatriote, le défenseur Vinata à la suite d'une indisposition de ce dernier. Depuis cet épisode, Torregrosa occupera toujours ce poste dans toutes les équipes où il jouera.
Dans les premiers mois de 1921 le Hércules d’Alicante gagne 6-0 un match amical face au Bellas Artes de Alicante. Quelques jours plus tard, Emilio Costa, président de Bellas Artes, arrive à convaincre six joueurs de Hércules Alicante, dont Torregrosa, d’incorporer son équipe. Costa avait en tête un projet ambitieux et c’est pour cela que son équipe se disputât la suprématie sur le football d’Alicante avec les Natación d'Alicante. Ainsi, à l’été 1921, le Bellas Artes ouvre un nouveau stade le « Parc des Sports ». Et le 14 septembre, Torregrosa, montra son potentiel dans les rangs de Bellas Artes lors d'une victoire face à Valence sur le score de 4 à 1.
Au printemps 1923, Ricardo Zamora a été embauché par le Natación d'Alicante pour les deux matchs contre le Racing de Madrid les 8 et 9 avril. À son arrivée à Alicante il fut invité à assister à un match de Bellas Artes. Le gardien de but catalan fut agréablement surpris par la performance de Torregrosa, tant et si bien qu'à la fin de la réunion il suggéra de le recruter pour jouer dans les rangs de Natación d'Alicante. Le 9 avril 1923, à la suite d'une demande expresse de Zamora, Torregrosa joua pour la première fois avec le Natación d'Alicante. Par la suite il devint titulaire en défense de l'équipe.
Le président de Natación d'Alicante, Tomás Tato, était également propriétaire d'une usine de tabac et lui a proposé un travail afin que José puisse combiner son travail à la pratique du football. C'est d’ailleurs dans cette usine qu'il y rencontrera María Gomis, qu'il épousera en 1929 et aura une fille nommée Josefina (surnommée Fina). Ils s'installèrent dans le quartier San Blas d'Alicante afin d'y vivre.
Ricardo Zamora, impressionné par les qualités de Torregrosa, réussit à le convaincre de venir à Barcelone pour jouer deux matchs d'essai avec l’équipe de l'Espanyol Barcelone. Le conseil d'administration de Natación si opposa. Finalement Torregrosa se rendit à Barcelone, mais ne joua pas par crainte d’écoper d'une importante sanction. Bien que n’ayant pas joué avec le club de l'Espanyol il fut suspendu durant un mois.
À l'âge de dix-huit ans, José Torregrosa était déjà considéré comme l'un des meilleurs défenseurs Levantin. Ainsi, à l'automne 1923, il fut convoqué par les sélectionneurs de la sélection Levantine (qui comprenait les meilleurs joueurs des équipes dans les provinces de Castellón, Valence, Alicante, Murcie et Albacete, la Fédération Levantine devint la Fédération Valencienne à partir de 1924) pour participer aux séries éliminatoires du Championnat d’Espagne. Le 11 novembre 1923 il fait partie de la sélection qui fait face à la Sélection du Sud. Les éliminatoires furent joués en un seul match à Séville, et l’équipe de la Sélection du Sud gagna à domicile 3-2.
Le 10 février 1924, Torregrosa a gagné son premier titre officiel, il fut sacré champion de la Fédération levantine avec le Natación d'Alicante après avoir battu dans une partie décisive le Gimnástico de Valence 2-1.
L'article publié le 11 février dans El Mundo Deportivo affirme que « Torregrosa et Samper étaient les héros de leur équipe et que cette dernière leur doit en grande partie le titre de champion du Levant ». Grâce à cette victoire, le Natación de Alicante se qualifie pour disputer le Championnat d’Espagne dans lequel il fut éliminé en quart de finale par le Real Madrid. Dans ce match, le club madrilène s’imposa 4-0. La chronique qui fut publiée dans El Mundo Deportivo relève le fait que les deux meilleurs joueurs de l'équipe de Natación de Alicante étaient ses deux défenseurs et tout particulièrement Torregrosa.
José Torregrosa a joué pendant trois saisons au Natación d'Alicante. En septembre 1926, la Fédération Valencienne exclut de la compétition l'équipe d'Alicante à cause de mauvaises relations entre ces deux entités (l'équipe ayant écopé d'une sanction fédérale à la suite d'incidents lors d'un match). À la suite de cette décision, les joueurs de Natación d'Alicante ont été contraints de signer dans d'autres clubs. Torregrosa décida d'accepter l'offre de Levante de Valencia, équipe pour laquelle il joua deux saisons. Lors de son premier match avec cette équipe, José Torregrosa s'est gravement fracturé le tibia, ce qui l'a handicapé pendant environ deux ans. Durant la saison 1927-1928 le Levante d'Alicante gagna le championnat régional, après avoir battu Valence 2-1. La finale se disputa le 22 janvier dans le stade de la Cruz.
L’excellence du trio défensif de l'équipe levantine permis à son capitaine, le gardien José María, de signer au Real Madrid à la fin de la saison.
En septembre 1928, Torregrosa rejoint l’équipe de Castellón. C'est donc l’intégralité de la défense de l’équipe d’Alicante qui participe au championnat régional sous les couleurs de cette équipe. Dans le match décisif joué le 11 novembre, Castellon bat Levante 3-0, l'un des buts a été marqué par Torregrosa. Dans le championnat d'Espagne de cette année, l’équipe de Castellón a fait l’une des meilleures prestations de son histoire, avant d'être éliminée en quart de finale par l'Athletic Bilbao sur le score de 4-3. Cette performance permet à Torregrosa d'être repéré par le Real Madrid.
Curieusement, pour la seconde année consécutive, le gardien de but du Real Madrid a rejoint le championnat régional de la Fédération Valencienne (dans ce cas, le gardien du Castellon, Jose Ramon Nebot). De même, l'équipe du Real Madrid embaucha Torregrosa. Ce qui lui permet de jouer en première division que le club a rejoint l'année précédente. Le footballeur d’Alicante resta dans les rangs du Real Madrid pendant trois saisons (en 1929-1930, 1930-1931 et 1931-1932). Et lors de ces trois saisons il ajoute plusieurs titres à son palmarès. Durant ces dernières il a régulièrement fait la une des journaux et a joué un rôle clé dans l'accession du club à la liga 1931-1932. Il remporte le championnat d’Espagne lors de cette dernière saison. Il est finaliste de la coupe d’Espagne de la saison 1929-1930 finale qu'il a perdu 3-2, le 1er juin 1930 à Montjuic contre l'Athletic Bilbao 3-2. Il gagna également trois championnats régionaux.
En 1930, Torregrosa  reçoit une offre de l'équipe de Catalogne. Cette dernière proposa 25 000 pesetas au Real Madrid pour le transfert du joueur et 8 000 pesetas au joueur pour sa signature dans son club. L'opération ne se concrétisa pas car l'intérêt du Real Madrid était de continuer à bénéficier des services du défenseur d’Alicante. À l'été 1932 Torregrosa termina son contrat au Real Madrid.
Après avoir reçu plusieurs offres, il se décida à revenir jouer dans sa ville natale pour le Hércules d’Alicante en troisième division depuis 1932. Lors de la saison 1932-1933 l'équipe d'Alicante obtint le premier gros succès de son histoire. Elle fut sacrée championne de la fédération de Murciana 1933, ce qui marque le premier titre professionnel du club. Cette victoire permet à l'équipe de monter en deuxième division. Ainsi, José Torregrosa remporta son sixième championnat régional consécutif, dont quatre avec un club différent.
À partir de 1934, il commença à être absent des terrains à la suite de diverses blessures. Ses problèmes de santé l’obligèrent à renoncer aux entraînements soutenus de Hércules Alicante. En 1935, il est transféré à l’équipe d’Elche, équipe où il restera une très courte période. En novembre de cette année, le club fut affecté par de graves problèmes économiques, ce qui le força à diminuer le nombre de professionnels dans ses rangs et à licencier ses joueurs.
Torregrosa rejoignit l'équipe Alicante CF, avec laquelle il monta en deuxième division en 1936, avant de prendre sa retraite dans les années 1940. Par la suite il a également servi en tant qu'entraîneur de l'équipe céleste.
L’histoire sportive de Torregrosa s’arrête ici, car il ne nous ait parvenu aucune autre information après cette période.
On ignore si Torregrosa a pris la décision d’abandonner la pratique du football de son propre fait, ou s'il en a été obligé par le déclenchement de la guerre civile.
Le 11 avril 1943 un match d'hommage à Torregrosa a été organisé entre l’équipe d'Hercules Alicante et le Real Madrid au stade Bardín.
La chronique qui apparut dans El Mundo Deportivo montra que, quelles que soient ses qualités de footballeur, Torregrosa a gagné lors de sa carrière beaucoup de sympathie par son charisme extraordinaire.
Encore selon la chronique, le stade de Bardín a enregistré lors de ce match le plus grand nombre d’entrée de son histoire.
La présence de tous ces supporters pour « le vétéran de la défense » montre à quel point il fut tout au long de sa longue carrière, l’artisan du triomphe d’Alicante dans le football espagnol. Et c’est lors de ce match, à 38 ans, que José Torregrosa défendit pour la dernière fois le maillot d'Hercules Alicante, durant trente minutes.
José Torregrosa a été l'un des joueurs Levantin des plus emblématiques des années 1920 et 1930. Vers le milieu des années 1920 la presse d'Alicante a demandé avec insistance sa présence dans la sélection espagnole. Ses partisans ont fait valoir qu’il avait toutes les qualités pour défendre l'équipe nationale, mais les sélectionneurs ne l’ont pas retenu car il jouait dans des clubs affiliés à la Fédération Levantine (Fédération de Valence à partir de 1924).
Sur un plan personnel, il a eu le mérite d’agrandir le palmarès de nombreuses équipes. Sa renommée est due au prestige d’avoir remporté le championnat régional avec cinq équipes différentes alors que ces derniers ne partaient pas comme favoris pour gagner cette compétition,.
Il fut également l'un des architectes de la fondation de la société culturelle sportive San Blas en 1946, un club auquel il était lié pendant des années.

### Vie personnelle

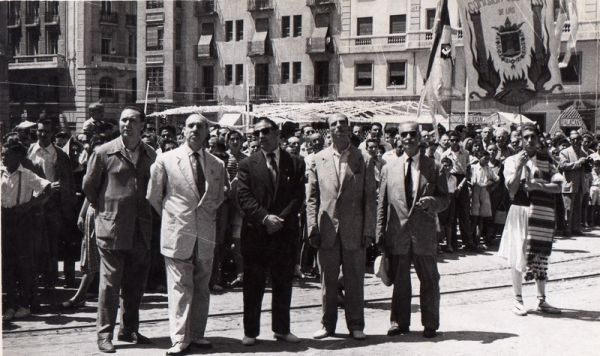
José Torregrosa président en 1955.

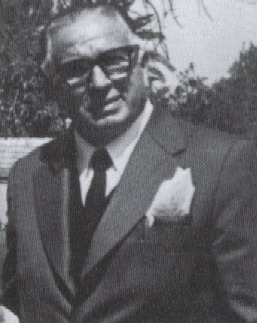
José Torregrosa président de « Federació de les fogueres de Sant Joan ».

En 1929 il épouse María Gomis Baeza qu'il a rencontré à l'usine de tabac, de qui il aura une fille Josefina (surnommée Fina). Il vécut toute sa vie à Alicante (à San Blas) où il travailla à l'usine jusqu'à sa retraite en 1971, carrière qu'il a commencé comme serveur pour finir comme premier contremaître.
José Torregrosa était un homme pour qui la famille comptait énormément, comme en témoigne l'anecdote suivante : « Le 18 février 1936, le cousin germain de José Torregrosa, Rafaël Santana Torregrosa, fut renversé à Alger par un camion en se rendant au travail et décéda sur le coup. Laissant ainsi une veuve, Vincenta Ferrer Calafad, et 6 orphelins.
José Torregrosa proposa à Vincenta, de prendre à sa charge un garçon de la fratrie (n'ayant lui-même pas de garçon) afin d’en faire un joueur de football. Ce qu’elle refusa catégoriquement car elle ne voulait pas que ses enfants soient séparés.
Il a également exercé de 1951 à 1958 comme conseiller municipal d'Alicante, chargé de plusieurs secteurs. En 1951, il a été élu démocratiquement par le tercio familiar (collège électoral espagnol sous le régime franquiste) avec 19,13% des votes. Il appartenait à la formation politique Movimiento Nacional.
En 1955, il fut nommé président de gestion de la « Foguera Gran Via-Garbinet » d’Alicante et de San Vicente. Durant cette année l'association a allumé dix-neuf incendies pour les feux de la Saint Jean, et comme a son habitude Alicante a enregistré un afflux remarquable de visiteurs venant d'Alger et d'Oran. Le président devait traditionnellement les accueillir accompagné de celle qui venait d'être élut « Bellea del Foc » (« Beauté de Feu »). Et c'est à ce poste qu'il a été le premier à célébrer le Grand Prix d'Alicante de cyclisme qui fut remporté par Vicente Merino.
Et c'est aussi durant sa présidence, que le 24 juin 1955, fut découvert en face de la maison numéro 36 d'Alphonse el Sabioque (où mourut Jose María Py) une plaque commémorative en l'honneur du fondateur des feux de joie d'Alicante. Cette ferme à depuis été démolie pour laisser place à un bâtiment plus moderne.
José Torregrosa décède en 1986 à Alicante.
Le 27 mai 2010, l’association « La hoguera Gran Vía-Garbinet » organisa un gala pour ses 80 ans d’existence, en l’honneur de tous ceux qui furent présidents de l’association depuis 1930.
Les organisateurs contactèrent Josefina Torregrosa, la fille de José, afin qu’elle le représente durant cette cérémonie. Avec elle, 18 des 21 présidents de l’association furent représentés (personnellement ou par leurs familles).

## Carrière

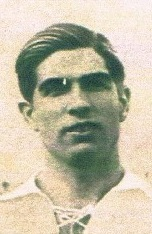
Jose Tomas Torregrosa Torregrosa.

### En tant que Joueur
- 1919 - 1920 :  Sporting Salesiano (Colegio Salesianos de Alicante)
- 1920 - 1921 :  Hércules CF Alicante [10]
- 1921 - 1923 :  Bellas Artes Alicante Club
- 1923 - 1926 :  Club Natación de Alicante (es)
- 1926 - 1928 :  Levante de Valencia
- 1928 - 1929 :  CD Castellón
- 1929 - 1932 :  Real Madrid[11],[12],[13]
- 1932 - 1935 :  Hércules CF Alicante
- 1935 - 1935 :  Elche CF
- 1936 - 1941 :  Alicante CF

### En tant qu'entraineur
- 1941 - 1943 :  Alicante CF

### Statistiques de sa carrière au Real Madrid (juillet 1929 - juin 1932)
| Ligue             | Saison    | Équipe      | Matchs joués comme titulaire | But | Minutes de jeu dans la saison |
| ----------------- | --------- | ----------- | ---------------------------- | --- | ----------------------------- |
| Première Division | 1929-1930 | Real Madrid | 35 (dont 12 en Liga)         | 0   | 3 150 min                     |
| Première Division | 1930-1931 | Real Madrid | 38 (dont 15 en Liga)         | 0   | 3 420 min,                    |
| Première Division | 1931-1932 | Real Madrid | 10                           | 0   | 900 min                       |

Torregrosa a joué 75 % des matchs de liga du Real Madrid en tant que titulaire sur les deux saisons (1929-1930 et 1930-1931) soit 13,5 matchs de moyenne (par saison).
Lors de la saison 1931-1932 Torregrosa n'a joué aucun match de Liga.

## Palmarès

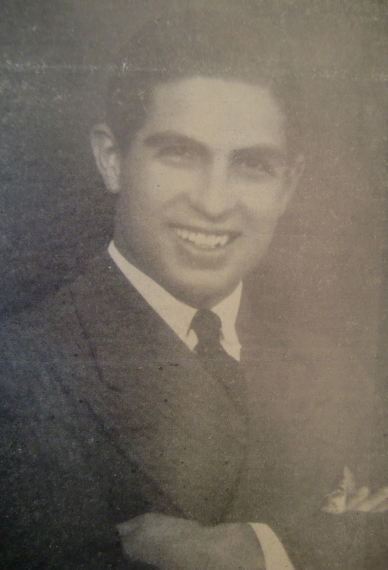
Jose Tomas Torregrosa en tenue de ville.

José Torregrosa a eu une carrière pleine de succès. Son curriculum vitæ comprend un championnat de la Ligue, un vice championnat d’Espagne, et sept championnats régionaux. Il a été un joueur de la Sélection Levantina (la Fédération Levantine devenue la Fédération Valencienne à partir de 1924) de l'année 1923.
Real Madrid
- Championnat d'Espagne  (Liga) : (1)
  - Vainqueur: 1932[23].
- Coupe d'Espagne (Coupe du Roi) :
  - Finaliste: 1930.
- Championnat régional (Campeonato Regional Centro): (1)
  - Vainqueur: 1930, 1931 et 1932[24].

Club Natación Alicante (es)
- Championnat régional : (1)
  - Vainqueur: 1924[25].

Levante de Valencia
- Championnat régional : (1)
  - Vainqueur: 1928[25].

CD Castellón
- Championnat régional : (1)
  - Vainqueur: 1929[25].

Hércules CF Alicante
- Championnat régional (Championnat de la fédération de Murciana) : (1)
  - Vainqueur: 1933[25].